# 松丘 (中野區)
松丘（日语：／ Matsugaoka */?）是東京都中野區的地名。現行行政地名為松丘一丁目與二丁目。2013年（平成25年）10月1日為止的人口有6,319人。郵遞區號165-0024。

## 地理
位於中野區東北部。東鄰上高田、新宿區西落合。北與江古田之間以新青梅街道為界。西與沼袋之間以妙正寺川為界。南接新井。中野通貫穿町內。此外，妙正寺川與江古田川在此地匯流。町內多為住宅區。

## 歷史
松丘在明治初期以前稱為片山村。實施住居表示時更名為松丘。

### 地名由來
實施住居表示時，因哲學堂公園周邊台地過去以松林聞名，因而更名為松丘。現在「片山」可見於一丁目與二丁目交界的路橋（片山橋）。

## 交通
町域東南端有西武新宿線新井藥師前站。中野通與新青梅街道巴士眾多。

## 設施
- 哲學堂公園－北部新青梅街道旁。

## 備註
1. ↑  .   [2013-10-07]. （原始内容存档于2015-06-10）.